# Mount Mitchell Summit Trail
Le Mount Mitchell Summit Trail est un sentier de randonnée américain dans le comté de Yancey, en Caroline du Nord. Entièrement situé au sein du parc d'État du mont Mitchell, il permet d'atteindre le mont Mitchell, le plus haut sommet des Appalaches, depuis un petit musée qui lui est consacré, le Mount Mitchell Museum.